# إرنست مككولوك
إرنست مككولوك هو طبيب كندي، ولد في 27 أبريل 1926 في تورونتو في كندا، وتوفي في 20 يناير 2011 في واشنطن العاصمة في الولايات المتحدة.